# Ben Harper
Benjamin Chase „Ben” Harper (ur. 28 października 1969 w Claremont) – amerykański muzyk i multiinstrumentalista.

## Życiorys

### Wczesne lata
Urodził się w Claremont w stanie Kalifornia jako syn Ellen Chase-Verdries i Leonarda Harpera. Jego ojciec był Afroamerykaninem, mającym przodków wśród Indian Cherokee, podczas gdy matka pochodziła z rodziny pochodzenia angielskiego i Żydów aszkenazyjskich. Jego prababka ze strony matki była rosyjsko-litewską Żydówką.
Harper zaczął grać na gitarze jako dziecko. Jego dziadkowie ze strony matki prowadzili sklep muzyczny The Folk Music Center and Museum. W 1978, w wieku 9 lat, ważny wpływ miał koncert Boba Marleya w Burbank w Kalifornii.

### Kariera
Specjalizuje się w grze na gitarze slide (gitara Hermann Weissenborn). Jako młody chłopiec nagrał ze swoim przyjacielem Tomem Freundem LP – Pleasure and Pain (Przyjemność i ból).
Po tym limitowanym krążku przyszedł czas na zawiązanie umowy z wytwórnią Virgin Records, która wydała jego debiutancki album – Welcome to the Cruel World (1994). Wydarzenie to sprowokowało Bena do dalszej pracy, w 1995 ukazuje się Fight for Your Mind, które zostaje pozytywnie przyjęte przez radio w college'u Bena, tworząc jednocześnie obfitość piosenek, które utrzymują się na szczytach list przebojów do dzisiejszego dnia.
W 1999 Harper spotyka w Santa Barbara Bowl Jacka Johnsona, który był wówczas nieznany. Harper otrzymuje kasetę demo zawierającą 12 piosenek Johnsona, które poprzednio nadesłał do swojego producenta, J.P. Pluniera, z którym Johnson nagrał swój pierwszy album.

## Życie prywatne
W 1996 ożenił się z Joanną. Mają dwoje dzieci, syna Charlesa (ur. 1997) i córkę Harris (ur. 2000). Harper i Joanna rozstali się w 2000 i rozwiedli się w 2001.
We wrześniu 2000 zaręczył się z aktorką Laurą Dern. Pięć lat później, 23 grudnia 2005 w ich domu w Los Angeles, pobrali się. Mają dwoje dzieci: syna Ellery Walkera (ur. 21 sierpnia 2001) i córkę Jayę (ur. 28 listopada 2004). We wrześniu 2013 doszło do rozwodu.
1 stycznia 2015 poślubił swoją trzecią żonę, rzeczniczkę społeczną Jaclyn Matfus. Ich syn Besso urodził się w czerwcu 2017.

## Nagrody i nominacje
| Rok  | Nagroda                                    | Kategoria                                                                   |
| ---- | ------------------------------------------ | --------------------------------------------------------------------------- |
| 2003 | Nagroda magazynu „Rolling Stone” (Francja) | Artysta Roku                                                                |
| 2005 | Nagroda Grammy                             | Najlepsze popowe wykonanie instrumentalne „11th Commandment” (2004)         |
| 2005 | Nagroda Grammy                             | Najlepszy album tradycyjnej muzyki soul gospel There Will Be a Light (2004) |
| 2014 | Nagroda Grammy                             | Najlepszy album bluesowy Get Up! (2013)                                     |

## Dorobek muzyczny

### Albumy
- Pleasure and Pain (1992)
- Welcome to the Cruel World  (1994)
- Fight for Your Mind  (1995) RIAA Certification: Gold
- The Will to Live  (1997) #89 U.S.
- Burn to Shine  (1999) RIAA Certification: Gold #67 U.S.
- Live From Mars  (2001) RIAA Certification: Gold #70 U.S.
- Diamonds on the Inside  (2003) – #2 AUS, #19 U.S.
- There Will Be a Light  with (The Blind Boys of Alabama) (2004) #81 U.S.
- Live at the Apollo  with (The Blind Boys of Alabama) (2005)
- Both Sides of the Gun  (2006) #1 AUS, #7 U.S.
- Lifeline (2007)
- Give Till it's Gone (2011)

### Single
- „Ground on Down” (1995)
- „Faded” (1997)
- „Jah Work” (1997)
- „Burn to Shine” (1999)
- „Steal My Kisses” (2000)
- „With My Own Two Hands” (2003)
- „Diamonds on the Inside” (2004)
- „Better Way” (2006)
- „Morning Yearning” (2006)
- „Fight Outta You” (2007)
- „In the Colors” (2007)

### DVD
- Pleasure and Pain (2002)
- Live at the Hollywood Bowl (2003)
- Live at the Apollo (2005)

## Filmografia
| Rok       | Tytuł                                              | Uwagi |
| --------- | -------------------------------------------------- | --- |
| 1998      | Daria (serial animowany)                           | odc. „Camp Fear” piosenka „Burn to Shine” |
| 2001      | Jestem Sam (I Am Sam)                              | piosenka „Strawberry Fields Forever” |
| 2001      | Daria (serial animowany)                           | odc. „See Jane Run” piosenka „Faded” |
| 2003      | Pogoda na miłość (One Tree Hill)                   | odc. „Crash Into You” piosenka „Empty Apartment”                                                                                                  |
| 2003      | Joan z Arkadii                                     | odc. „Death Be Not Whatever” piosenka „Blessed to Be a Witness”                                                                                   |
| 2004      | Piżama party (Sleepover)                           | piosenka „Walk Away” |
| 2004      | Saturday Night Live                                | odc. „Donald Trump/Toots and the Maytals” piosenka „Love Gonna Walk Out on Me”                                                                    |
| 2005      | Kwestia zaufania (Trust the Man)                   | piosenka „Everything” |
| 2006      | Akeelah i jej nauczyciel (Akeelah and the Bee)     | piosenka „Everything” |
| 2006      | Życie na fali (The O.C.)                           | odc. „The Dawn Patrol” piosenka „Waiting For You”                                                                                                 |
| 2006      | CSI: Kryminalne zagadki Nowego Jorku (CSI: NY)     | odc. „And Here's to You, Mrs. Azrael” piosenka „Walk Away”                                                                                        |
| 2009      | Dr House (House)                                   | odc. „Brave Heart” piosenka „Faithfully Remain”                                                                                                   |
| 2010      | Fighter (The Fighter)                              | piosenka „Glory & Consequence” |
| 2010–2013 | Late Show with David Letterman (talk-show)         | piosenka „Rock n' Roll is Free” (18 maja 2011) piosenka „Lay There & Hate Me” (2 lutego 2012) piosenka „We Can't End This Way” (29 kwietnia 2013) |
| 2014      | The Late Late Show with Craig Ferguson (talk-show) | piosenka „Learn It All Again Tomorrow” (13 czerwca 2014)                                                                                          |